# Swissvale
Swissvale är en kommun (borough) i Allegheny County i delstaten Pennsylvania i USA. Swissvale fick status som borough år 1898 och namnet Swissvale är efter abolitionisten Jane Swisshelms gård.
En viktig arbetsgivare inom industrisektorn i Swissvale var länge Union Switch & Signal. Fabriken stängdes år 1985 och revs därefter. I dess ställe byggdes shoppingcentret Edgewood Towne Center.